# Jan Wienese
Henri Jan Wienese (Ámsterdam, 4 de junio de 1942) es un deportista neerlandés que compitió en remo.
Participó en los Juegos Olímpicos de México 1968, obteniendo una medalla de oro en la prueba de scull individual. Ganó una medalla de plata en el Campeonato Mundial de Remo de 1966 y dos medallas de bronce en el Campeonato Europeo de Remo, en los años 1965 y 1967.

## Palmarés internacional
| Juegos Olímpicos   | Juegos Olímpicos          | Juegos Olímpicos  | Juegos Olímpicos |
| Año                | Lugar                     | Medalla           | Prueba           |
| ------------------ | ------------------------- | ----------------- | ---------------- |
| 1968               | Ciudad de México (México) | Medalla de oro    | Scull individual |
| Campeonato Mundial |                           |                   |                  |
| Año                | Lugar                     | Medalla           | Prueba           |
| 1966               | Bled (Yugoslavia)         | Medalla de plata  | Scull individual |
| Campeonato Europeo |                           |                   |                  |
| Año                | Lugar                     | Medalla           | Prueba           |
| 1965               | Duisburgo (RFA)           | Medalla de bronce | Scull individual |
| 1967               | Vichy (Francia)           | Medalla de bronce | Scull individual |